# Taipa

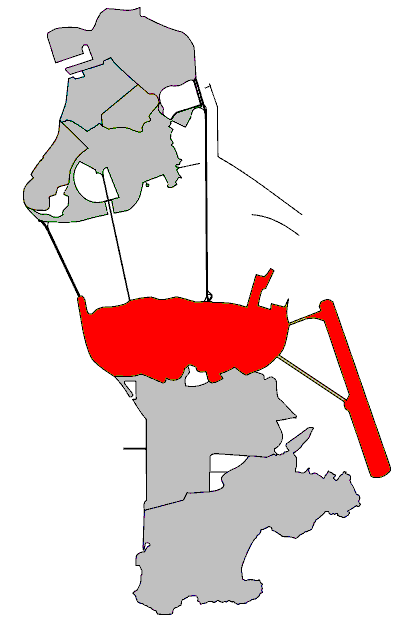
Taipa (zaznaczona na czerwono) na mapie Makau

Taipa (chiński: 氹仔島; pinyin: Dàngzǎi Dǎo, jyutping: Tam5 Zai2 Dou2; minnański: tiap á tó) – wyspa należąca do Specjalnego Regionu Administracyjnego Makau. Znajduje się 2,5 km na południe od półwyspu Makau. Jej powierzchnia wynosi ok. 6,33 km², zamieszkuje ją 7000 osób. Na wyspie mieści się, m.in. port lotniczy Makau, stadion Estádio Campo Desportivo i Uniwersytet Makau.